# マリア・ルス号事件
マリア・ルス号事件（マリア・ルスごうじけん）とは、明治5年（1872年）に日本の横浜港に停泊中のマリア・ルス号（ペルー船籍）内の清国人苦力を、奴隷であるとして日本政府が解放した事件。日本が国際裁判の当事者となった初めての事例である。マリア・ルース号事件、マリア・ルーズ号事件とも表記する。

## 事件の概要

### 事件発生と事実確認
1872年7月9日、清（中国）の壕鏡（マカオ）から南米西岸のペルーに向かっていたペルー船籍のマリア・ルス（Maria Luz マリア・ルーズ、マリア・ルースと表記する書籍もあり）が、航海中の悪天候から帆先を破損し、横浜港に修理のため入港した。同船には清国人（中国人）苦力231名が乗船していたが、過酷な待遇から逃れるために木麗（モクヒン）をはじめとする数人の清国人が監視の目を欺いて海中へ逃亡し、イギリス軍艦（アイアンデューク号）に救助を求めた。イギリスはマリア・ルスを「奴隷運搬船」と判断し、イギリス在日公使は日本政府に対し清国人救助を要請した。
当時の外務卿（外務大臣）副島種臣は、神奈川県権令（県副知事）大江卓に清国人救助を命じた。日本とペルーの間では当時二国間条約が締結されていなかったため、政府内には国際紛争をペルーとの間で引き起こすと国際関係上不利であるとの意見もあったが、副島は人道主義と日本の主権独立を主張した。
これにより大江の指揮で、林権典事と法律顧問の米国人ジョージ・ウォーレス・ヒルらによって、マリア・ルス船内の確認作業が進められた。船長ヘレロとの通訳をヒル顧問が担当、追究を重ねた後に、船底で食糧不足等で凄惨な状態となっていた清国人230人を発見した。

### 日本での裁判と各国領事の反応
この報告を受けた大江は、マリア・ルスに乗船している清国人救出のため法手続きを決定。出航許可を申請していたマリア・ルスは、旧暦7月4日に横浜港からの出航停止を命じられた。その後この出航停止に関しては、ポルトガル領事をはじめとした数国から抗議の申し入れがあり、7月20日には、ポルトガルとイタリア領事傍聴のもとでヘレロ船長の裁判が行われた。
辮髪を切られていた者や手錠され拷問を受けた痕が残る清国人への過酷な取扱いについて審議が及ぶと、ヘレロ船長は脱走や放火を企てた者達に対する罰として行ったと述べた。船長側弁護人イギリス人のフレデリック・ヴィクター・ディキンズは、仮にこの船が奴隷船として奴隷を乗せていようが、マカオ及び清国海上で行われた犯罪は日本政府の所轄ではない。買奴は、万国公法にあたる海賊行為にあたらない上に、日本でも禁止していないではないか。奴隷運搬船の出航停止について速やかに解除し、日本側に出航停止中の保証金を要求する、との意見書を提出した。
マリア・ルスの船長は訴追され、神奈川県庁に設置された大江卓を裁判長とする特設裁判所は、7月27日（8月30日）の判決で、港内での乗客虐待に対する厳重処罰として清国人の解放を条件にマリア・ルスの出航許可を与えた。
しかし、船長は判決を不服としたうえ、清国人の「移民契約」履行請求の訴えを起こし、清国人をマリア・ルスに戻すよう主張した。これに対し2度目の裁判では移民契約の内容は奴隷契約であり、人道に反するものであるから無効であるとして却下した。
裁判により、清国人は解放され清国へ9月13日（10月15日）に帰国した。清国政府は日本の友情的行動への謝意を表明した。

### ロシア皇帝による国家間の仲裁
翌年2月にペルー政府は海軍大臣ガルシャを訪日させ、マリア・ルス問題に対して謝罪と損害賠償を日本政府に要求した。この両国間の紛争解決のために両国間で仲裁契約が結ばれ、両国同意のもとで第三国のロシア帝国による国際仲裁裁判が開催されることになった。
ロシア皇帝・アレクサンドル2世によりサンクトペテルブルクで開かれた国際仲裁裁判には、日本側代表として全権公使の榎本武揚が出席。1875年（明治8年）6月に法廷は「日本側の措置は一般国際法にも条約にも違反せず妥当なものである」とする判決を出し、ペルー側の要求を退けた。これに対してペルー政府は「日本の芸娼妓も苦力と同様の奴隷である」と反論した。
旧暦7月27日に大江が下した判決は、後に有名になり「奴隷解放事件」と呼ばれた。また、船長側のフレデリック・ヴィクター・ディキンズ弁護士の意見書は、芸娼妓の見直しに繋がり、同年10月の芸娼妓解放令に至る契機となった。

## この事件を取り上げた作品

### 文学・漫画
- 『僑人の檻』早乙女貢著、講談社（直木賞受賞作）
- 『奴隷船-解放運動の先駆者大江卓-』小川正著、恒文社（下記映画の小説版）
- 『開港ゲーム』三宅孝太郎著、小学館文庫、ISBN 978-4-09-410010-5
- 『マリア・ルス事件 大江卓と奴隷解放』武田八洲満著、有隣新書、ISBN 978-4896600421
- 『るろうに剣心 -明治剣客浪漫譚-』和月伸宏、集英社 - 登場人物・駒形由美の回想録で本事件について触れられている。

### 舞台・映画
- 『奴隷船』1943年、大映、監督：丸根賛太郎
- 『KAIHORO!會芳樓』2002年、横浜夢座、プロデューサー：五大路子
- 『弁天通りの人々』2009年、監督：市川徹
- 横浜開港150周年記念　『マリア・ルス号事件』2009年、「マリア・ルス号事件製作委員会」、プロデューサー：平沼成基
- 横濱夢語りVOL.25横浜開港150周年記念＆横浜市制定100周年記念 『明治5年マリア・ルス号事件 ～日本初の国際裁判　230人の清国人を救った男』 2009年、作：山崎洋子